# Karl Leisner
Karl Leisner, né à Rees en Rhénanie, le 28 février 1915, mort le 12 août 1945 à Planegg près de Munich, est un prêtre allemand.
Interné le 9 novembre 1939, il fut clandestinement ordonné prêtre au camp de Dachau le 17 décembre 1944.
Il mourut peu après la libération du camp par les forces américaines.
Béatifié en 1996, son procès en canonisation a été ouvert en 2007.
Il est fêté le 12 août.

## Biographie
Fervent chrétien, Karl Leisner s'engage rapidement dans le mouvement de jeunesse catholique de Clèves, dont il devient responsable à l'âge de 18 ans en 1933.
L'évêque de son diocèse, Clemens August von Galen, lui confie alors la charge de responsable de la jeunesse dans l'ensemble du diocèse de Münster, en Westphalie. La Gestapo commence alors à surveiller ce jeune militant, dont le journal intime, qu'il tient depuis l'âge de douze ans, témoigne de son aversion pour le régime nazi.
En 1934, alors que les partisans du Führer scandent « Heil Hitler », Leisner écrit dans son journal : « Le Christ est ma passion, Heil. »
Il rencontre le Mouvement de Schönstatt dès le lycée, mouvement qui deviendra la source principale de sa spiritualité, faisant partie d'un groupe de séminaristes.
Karl Leisner est ordonné diacre le 25 mars 1939. Mais il découvre peu après qu'il est atteint de tuberculose pulmonaire et part en convalescence en Forêt-Noire. C'est là qu'il est arrêté par la Gestapo le 9 novembre 1939, à la suite d'une remarque concernant l'attentat manqué de Georg Elser contre Hitler le 8 novembre.
D'abord emprisonné à Fribourg-en-Brisgau, il est transféré au camp de concentration de Sachsenhausen, puis à celui de Dachau en Bavière en décembre 1940.
Premier clerc lié à Schönstatt interné à Dachau, il fut suivi par plusieurs autres, dont le fondateur Joseph Kentenich lui-même. En 1941, le père Josef Fischer crée un groupe de prêtres de Schönstatt dans le camp, groupe que rejoint Karl. En juin 1943, il y a trois groupes, dont celui de Karl. Ce groupe choisit pendant l’automne 1944 une devise commune : « Victor in vinculis » (« Vainqueur dans les chaînes »).
Le 17 décembre 1944, le dimanche de l'Avent dit « Gaudete », dans le bloc 26 du camp de concentration, Gabriel Piguet, évêque de Clermont, déporté lui aussi, ordonne Karl Leisner prêtre. Celui-ci est alors mourant. Il ne célèbrera de fait qu'une seule messe, pour la fête de saint Étienne, premier martyr du christianisme, le 26 décembre 1944.
Le camp de Dachau est libéré par l'armée américaine le 29 avril 1945. Karl peut en sortir malgré la mise en quarantaine du camp le 4 mai 1945. Il part au sanatorium de Planegg (près de Munich) où il meurt le 12 août. Il écrit dans les dernières lignes de son journal : « Bénis aussi, Seigneur, mes ennemis ! »
Il est enterré dans la crypte de la cathédrale de Xanten.

## Faits marquants

### À propos de l'ordination sacerdotale
Gabriel Piguet écrivit plus tard dans un livre que cette ordination fut le jour le plus beau de sa vie, mais il insista surtout sur le fait que, malgré les conditions exceptionnelles, cette ordination célébrée dans la clandestinité respecta intégralement le rituel catholique : « Aucun rite prévu, si petit soit-il, ne fut supprimé. […] Rien, absolument rien ne fit défaut dans la grandeur religieuse de cette ordination sacerdotale qui est probablement unique dans les annales de l’histoire. »
La principale difficulté, pour que l'ordination soit valable, fut d'obtenir l'approbation écrite de Clemens August von Galen, évêque du diocèse d'origine de Leisner, ainsi que celle du cardinal Michael von Faulhaber, évêque de Munich (dans le diocèse duquel se trouve Dachau). Les détenus réussirent toutefois à introduire ces approbations dans le camp, ainsi que le saint chrême et le Pontifical romain (le livre qui contient le rite de l’ordination), grâce à l'aide d'une jeune fille de 20 ans nommée  Josefa Mack (de), aspirant à la vie religieuse, qui avait accès à la plantation où travaillaient une partie des détenus et qui risqua sa vie pour faire passer les éléments nécessaires à l'ordination. La crosse épiscopale, la mitre et l'anneau épiscopal avaient été fabriqués par des détenus à l'intérieur du camp.

## Béatification
Un procès en béatification est engagé en 1975. Le 15 mars 1980, Jean-Paul II donne son accord pour l'ouverture du procès de béatification et, le 23 juin 1996 célèbre au stade olympique de Berlin la béatification de Karl Leisner et de Bernhard Lichtenberg. Le pape utilise à cette occasion la crosse épiscopale que Gabriel Piguet avait utilisée en 1944 pour ordonner Karl. Dans la courbure de cette crosse est sculpté autour d'une croix la formule « Victor in vinculis » (« Vainqueur dans les chaînes »). Lire l'homélie de béatification en allemand. La fête liturgique du bienheureux Karl est fixée au 12 août.

## Canonisation
Son procès de canonisation est ouvert le 25 avril 2007.

### Un modèle pour la jeunesse d'Europe
Lors d'une rencontre à Strasbourg le 8 octobre 1988 avec des jeunes Européens, le pape Jean-Paul II a donné Karl Leisner comme modèle à la jeunesse d'Europe (avec le Français jociste arrêté au STO Marcel Callo). Européen convaincu dès sa jeunesse, celui-ci écrivait dans son journal le 16 juin 1945, peu de temps avant sa mort : « Une seule chose : pauvre Europe ! Retourne à ton Seigneur Jésus-Christ ! Là est ta Source pour tout ce que tu portes de plus beau. Retourne aux sources vives de la véritable force divine ! Oh Seigneur, permets-moi de te servir un peu comme instrument pour cela, je t’en supplie ! »

### Stiftung Internationaler Karl Leisner Kreis
En 2010, fut fondée la Fondation du Cercle International Karl Leisner avec un capital de 51 000 euros. Cette fondation est dédiée à la mémoire et à l'inspiration de la vie de Karl Leisner. Elle organise des pèlerinages à Saint-Jacques-de-Compostelle.

### Karl-Leisner-Jugend
La Karl-Leisner-Jugend est une organisation de jeunesse catholique.